# Аліна Шапочніков
Аліна Шапочніков (пол. Alina Szapocznikow; 16 травня 1926 — 2 березня 1973) — польська скульпторка та художниця єврейського походження. Феміністка і відчужена експериментаторка, одна з перших європейських художниць, які звернулися до проблеми тілесності, зухвало відкинувши всі табу.

## Біографія
Аліна Шапочніков народилася 16 травня 1926 року у місті Каліш в сім'ї лікарів. В роки Другої світової війни, під час окупації жила в польському місті Паб'яніце. У 1940—1942 р.р. разом з матір'ю (батько помер у 1938 році) жила в місцевому гетто, звідти потрапила в гетто в Лодзі, потім (через Аушвіц) у концтабір в Берґен-Бельзені, потім в Освенцим. Завдяки тому, що її матір була лікарем, вони вижили.

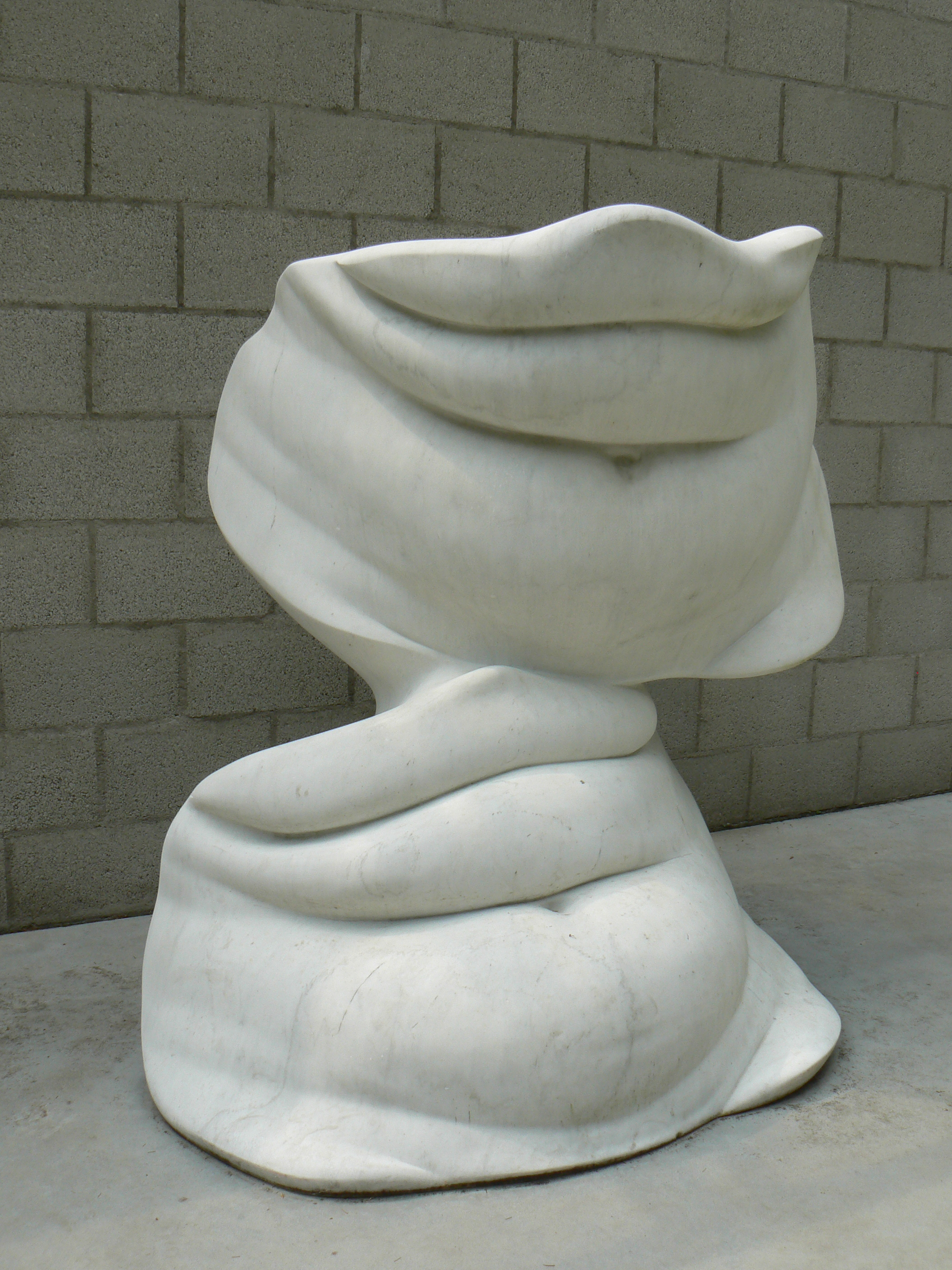

Після війни вирішила навчитися професії скульптора і поїхала в Прагу. У 1945—1946 р.р. проходила практику в празькій майстерні Отокара Велімського. Продовжила навчання у Вищій художньо-промисловій школі в Празі (її педагогом був Йозеф Вагнер).
Отримала стипендію для навчання в Парижі і у 1948—1950 р.р. як вільний слухач відвідувала майстерню Поля Ніклуса у паризькій Національній вищій школі витончених мистецтв. Роки навчання на берегах Сени, де вона захопилася творчістю Генрі Мура, сформували в ній критичне ставлення до класичних форм мистецтва і скульптури зокрема.
У 1951 році повернулася до Польщі і активно включилася в артистичне життя. Взяла участь в створенні пам'ятників (Шопену, Польсько-радянській дружбі, героям Варшави, жертвам Аушвіца, Юліушу Словацькому).
Захворівши, Аліна Шапочніков повернулася до Польщі, провела на батьківщині 12 років, стала відомою художницею. У 1963 році емігрувала до Парижа. В останнє десятиліття життя, її експериментальна естетика досягла свого піку. У ці роки вона використовувала полімери, поліефірну смолу і пінополіуретан, працюючи на стику сюрреалізму, «нового реалізму» і поп-арту. Аліна Шапочніков була оригінальним і самобутнім автором, зосередженим головним чином на проблематиці інтимності.

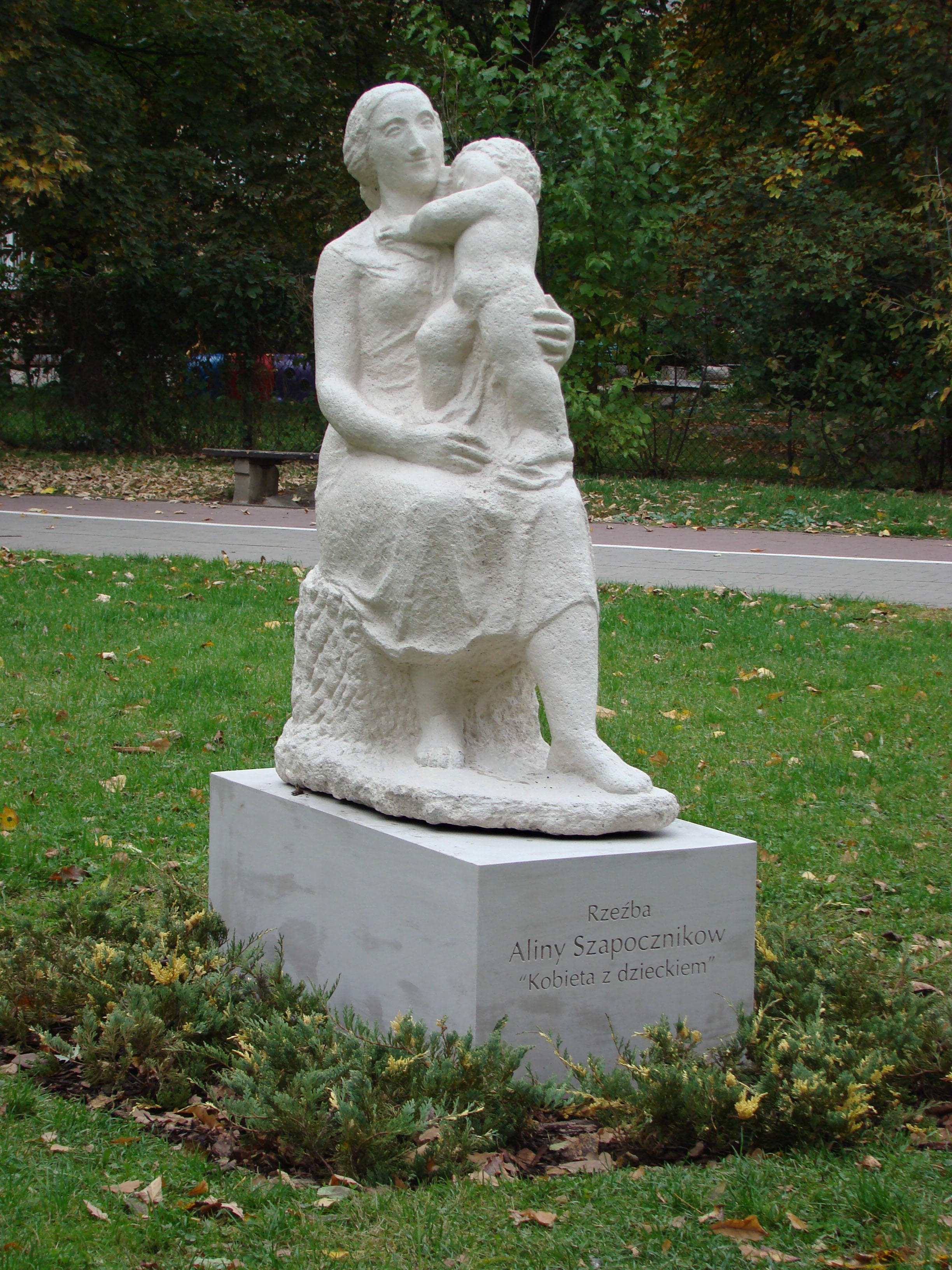

У 1969 році був діагностований рак грудей, і в 1973 році вона померла в санаторії Пра-Котант в Пассі.
Режисер Анджей Вайда, який був другом Аліни, зняв фільм «Будь-який дотик залишає слід. Портрет Аліни Шапошніков». Картина Іоанни Турович та Анни Закшевської про життя і творчість художниці.

## Творчість
Серед відомих робіт Аліна Шапочніков — «Автопортрет» (гіпс) (1949), «Важкий вік» (патинований гіпс), «Перше кохання» (цемент, тирса заліза) (1954), «Ексгумовані», «Пам'ятник спаленому місту» (1955), «Гербарій» (1971—1972).
Її ранні скульптури представляли собою зображення юних створінь, які ще не до кінця усвідомлюють, ким є. Пізніші твори (автобіографічні «Животи», «Новоутворення» (1968), «Фетиші» (1970) часто представляють ефектну, привабливу жінку.
Творчість Аліни викликала незмінний інтерес. Її роботи неодноразово нагороджувалися: в 1965 році на XXI Майському салоні в Парижі здивувала всіх скульптурою «Goldfinger», нагородженої премією Фонду Коплі (до складу журі входили: Жан Арп, Марсель Душан, Макс Ернст); в 1972 році на II Міжнародній виставці малюнка в Moderna Galerija в Рієка відзначена нагородою за серію малюнків «Шлях людини» (в журі засідали: П'єр Алешинський, Александр Калдер, Жоан Міро, Антоні Тапієс).

## Виставки
Першою великою презентацією творчості Шапошніков за кордоном була виставка «Alina Szapocznikow: Sculpture Undone 1955—1972» у Центрі сучасного мистецтва WIELS в Брюсселі (вересень 2011 — січень 2012). Організатори експозиції зосередилися на роботах самого пізнього, експериментального періоду її творчості. Виставка була частиною Культурної програми головування Польщі в Раді Європи. Після відкриття, яке відбулося в Брюсселі, виставка також була показана в Лос-Анжелесі, Нью-Йорку (2012) та інших містах.
З 27.02.2013 — 20.05.2013 відбулася виставка робіт Аліни Шапочніков у Національному центрі мистецтва і культури імені Жоржа Помпіду.
У 2014 році У Тель-Авівському музеї мистецтв відкрилася виставка Аліни Шапочніков «Сліди тіла», що демонструє, як можна отримати задоволення від страждання. Вперше проводиться в Ізраїлі. Експозиція включає 65 робіт художниці — скульптури і малюнки, доставлені до музею з декількох польських музеїв і приватних колекцій.